# Parectromoidella thackerayi
Parectromoidella thackerayi är en stekelart som beskrevs av Girault 1915. Parectromoidella thackerayi ingår i släktet Parectromoidella och familjen sköldlussteklar. Inga underarter finns listade i Catalogue of Life.